# Anastasia Kulikova
Anastasia Kulikova (russisch Анастасия Андреевна Куликова Anastassija Andrejewna Kulikowa; * 15. Februar 2000 in Rjasan, Russland) ist eine finnische Tennisspielerin, die bis 2018 für Russland spielte.

## Karriere
Kulikova, die am liebsten auf Hartplätzen spielt, begann im Alter von sieben Jahren mit dem Tennis. Auf der ITF Women’s World Tennis Tour konnte sie bisher neun Einzel- und zwei Doppeltitel gewinnen.
Seit 2019 spielt sie für die finnische Fed-Cup-Mannschaft. Von ihren zwölf Partien konnte sie zehn gewinnen.

## Turniersiege

### Einzel
| Nr. | Datum            | Turnier     | Kategorie   | Belag             | Finalgegnerin         | Ergebnis       |
| --- | ---------------- | ----------- | ----------- | ----------------- | --------------------- | -------------- |
| 1.  | 28. Oktober 2018 | Stockholm   | ITF $15.000 | Hartplatz (Halle) | Tiffany William       | 7:5, 6:3       |
| 2.  | 4. November 2018 | Stockholm   | ITF $15.000 | Hartplatz (Halle) | Jacqueline Cabaj Awad | 6:75, 6:2, 6:4 |
| 3.  | 28. Juli 2019    | Tampere     | ITF W15     | Hartplatz (Halle) | Victoria Kalaitzis    | 6:4, 6:72, 6:3 |
| 4.  | 4. August 2019   | Savitaipale | ITF W15     | Sand              | Jekaterina Kasionowa  | 4:6, 7:63, 6:2 |
| 5.  | 3. November 2019 | Stockholm   | ITF W15     | Hartplatz (Halle) | Elena Malõgina        | 7:5, 6:3       |
| 6.  | 8. Dezember 2019 | Monastir    | ITF W15     | Hartplatz         | Yuriko Miyazaki       | 7:66, 6:4      |
| 7.  | 28. März 2021    | Monastir    | ITF W15     | Hartplatz         | Suzan Lamens          | 6:4, 2:6, 6:3  |
| 8.  | 8. Mai 2022      | Split       | ITF W25     | Sand              | Yūki Naitō            | 7:64, 6:1      |
| 9.  | 29. Oktober 2023 | Istanbul    | ITF W25     | Hartplatz (Halle) | Martyna Kubka         | 6:4, 3:6, 6:1  |

### Doppel
| Nr. | Datum            | Turnier   | Kategorie   | Belag             | Partnerin      | Finalgegnerinnen           | Ergebnis         |
| --- | ---------------- | --------- | ----------- | ----------------- | -------------- | -------------------------- | ---------------- |
| 1.  | 28. Oktober 2017 | Stockholm | ITF $15.000 | Hartplatz (Halle) | Elena Malõgina | Malene Helgø Fanny Östlund | 6:2, 7:5         |
| 2.  | 21. Juli 2019    | Pärnu     | ITF W15     | Sand              | Elena Malõgina | Saara Orav Katriin Saar    | 3:6, 6:2, [5:10] |